# Cnidocodon leopoldi
Cnidocodon leopoldi är en nässeldjursart som beskrevs av Bouillon 1978. Cnidocodon leopoldi ingår i släktet Cnidocodon och familjen Corymorphidae. Inga underarter finns listade i Catalogue of Life.